# Штейгер Анатолій Сергійович
Анатолій Сергійович Штейгер, барон (нар. 7 (20) липня 1907, с. Миколаївка Черкаського повіту Київської губернії — пом. 24 жовтня 1944, Лейзан, Швейцарія) — російський поет, один з найбільш значних поетів «першої хвилі» еміграції. Вірші, зберігаючи авторську індивідуальність, великою мірою виражають естетику «паризької ноти».

## Походження та навчання

Видання Анатолія Штейгера російською мовою — бібліофільска серія «Серебряный пепел»

Анатолій Штейгер походив зі старовинного швейцарського роду. Батько — барон Сергій Едуардович Штейгер (1868—1937), земський діяч, ватажок дворянства Канівського повіту, депутат IV Державної думи (1913). Мав двох сестер, одна з яких — Алла (в шлюбі Головіна) була поетесою, відомою в Російському Зарубіжжі.

## Еміграція
Сім'я емігрувала до Константинополя в 1920 році. Потім Анатолій Штейгер жив у Чехословаччині, у Франції та (з 1931 року) у Швейцарії. Під час Другої світової війни пасивно брав участь в Русі Опору, писав антинацистські памфлети.

## Творчість
Важливим літературним і людським документом є листування Анатолія Штейгера та Марини Цвєтаєвої (особиста зустріч між ними відбулася лише один раз). Штейгер є адресатом віршованого циклу Цвєтаєвій «Вірші сироті» (серпень-вересень 1936 р.).
Анатолій Штейгер — автор збірки віршів «Цей день» (1928), «Це життя» (1931), «Невдячність» (1936); посмертно виданий підсумковий збірник «Двічі два чотири» (1950; під тією ж назвою в 1981 році опубліковано і найбільш повне зібрання віршів у Нью-Йорку).
Здобув популярність в основному як один з представників так званої «Паризької ноти» — літературної течії в поезії Російського Зарубіжжя, що існувала у середині 1930-х років. Творчість Штейгера пропагував духовно близький йому літературний критик Гергій Адамович. У поезії, що зазнала впливу Михайла Кузьміна, Георгія Іванова, Георгія Адамовича, але в той же час глибоко індивідуальній, переважає лірична мініатюра (одна або кілька строф, часто з додатковим «сверхсхемним» останнім рядком), мотиви самотності, ностальгії, крихкість світу, передчуття смерті. У метриці в основному розробляв класичні розміри, використовував також 3-іктний дольник.

## Смерть
З дитинства був хворий на важку форму туберкульозу, від якого і помер у віці 37 років.

## Особисте життя
Був геєм або бісексуалом.

## Твори
- Этот день, Paris, 1928
- Эта жизнь, Paris, 1931
- Неблагодарность, Paris, 1936
- 2x2 = 4, Paris, 1950, 2-е изд. — New York, 1982
- Самоубийство. Рассказ // «Русская мысль», 1984, 24.5., 7.6.
- Детство. Воспоминания // «Новый журнал», № 154, 1984
- Мертвое «да»: Стихотворения, проза, воспоминания, письма. — Рудня-Смоленск: Мнемозина, 2007. — 488 стр. (Серия «Серебряный пепел»)
- Этот день: Избранное / Сост. В. Кудрявцева. — М.: Престиж Бук, 2017. — 480 с. — (Серия «Золотой Серебряный век»).